# Pokrovskoje

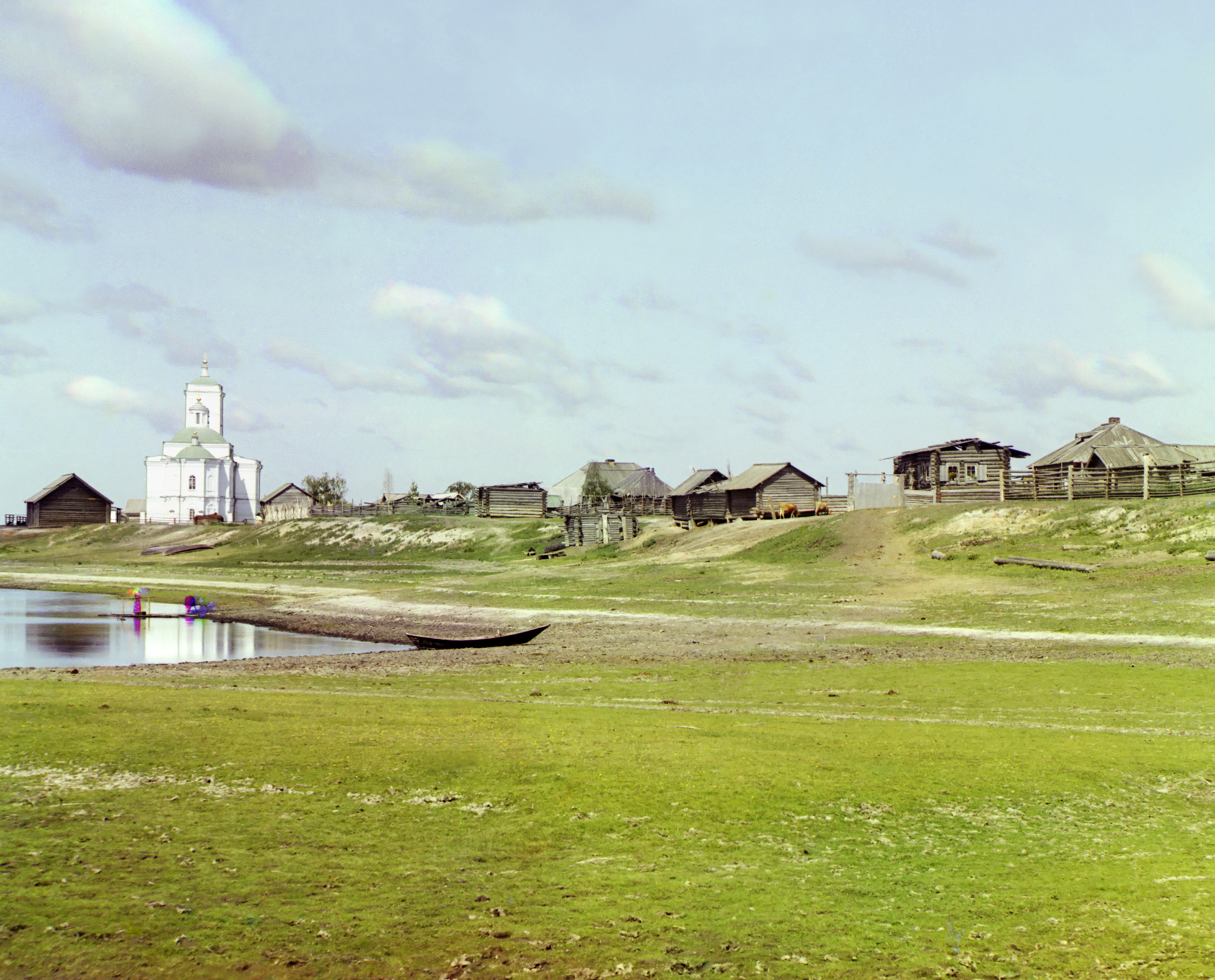
Pokrovskoje, längs Tura (flod) 1902.

Pokrovskoje (ryska: Покровское) är en by i västra Sibirien i Ryssland och ligger i Tiumen oblast. Den ligger vid floden Turas norra strand, cirka 80 km öster om den administrativa huvudorten Tiumen. Folkmängden i byn med omgivning uppgick till 1 737 invånare vid folkräkningen 2010. Den är Grigorij Rasputins födelseby.
Byn har sitt ursprung kring en år 1642 uppförd fästning och kyrka till ära av Guds Moders Beskydd, vilken givit slobodan sitt namn (pokrov = beskydd). Kyrkan revs år 1953. Värdshuset i byn har gästats av bland andra Fjodor Dostojevskij. Även dekabristrevolutionärerna besökte värdshuset.[källa behövs]
I början av 1900-talet blev Pokrovskoje berömt tack vare mystikern Rasputin, som föddes och växte upp i byn. Han kallades Sibiriens profet och blev en av de mest mytomspunna personligheterna i Rysslands historia. Tsarfamiljen passerade genom Pokrovskoje på sin sista resa (från Tobolsk till Jekaterinburg), något Rasputin sägs ha förutspått, "Ni kommer att se min födelseplats, men utan mig".[källa behövs]
I dag finns ett litet Rasputinmuseum i byn, öppet efter överenskommelse, där föremål, anteckningar och fotografier finns till beskådan. Tyska popgruppen Boney M har gjort ett besök i museet (en av gruppens största hitar var låten Rasputin). Regionledningen har beslutat att ytterligare utveckla Pokrovskoje som turistdestination, bland annat planerar man uppförandet av ett hotell i sibirisk stil..[källa behövs]